# Aparapotamon arcuatum
Aparapotamon arcuatum е вид ракообразно от семейство Potamidae.

## Разпространение
Видът е разпространен в Китай (Юннан).